# Bibb Latané
Bibb Latané (* 19. července 1937) je americký sociální psycholog. K jeho nejvýznamnějším objevům patří efekt přihlížejícího a teorie sociálního vlivu. Zkoumal také sociální lenivost.
Latané získal titul bakaláře na Yaleově univerzitě v roce 1958, Ph.D. na University of Michigan v roce 1963. Byl učitelem na Columbia University, Ohijské státní univerzitě, Florida Atlantic University a později University of North Carolina at Chapel Hill, kde v současné době působí jako ředitel Centra pro vědu o člověku (Center for Human Science), které také založil.